# Girimulya (Banjaran)
Girimulya is een bestuurslaag in het regentschap Majalengka van de provincie West-Java, Indonesië. Girimulya telt 2403 inwoners (volkstelling 2010).